# زیگورات اور
زیگورات (یا بزرگ زیگورات) اور (سومری: 𒂍𒋼𒅎𒅍 é-temen-ní-gùru "Etemenniguru", به معنای «معبدی که پی آن ایجاد هاله می‌کند.») زیگورات سومر نو در شهر اور در نزدیکی ناصریه است و در حال حاضر در استان ذی قار، عراق قرار دارد. این سازه در اوایل عصر برنز (قرن ۲۱ پیش از میلاد) ساخته شده بود. اما در قرن ششم قبل از میلاد از هم پاشید و در دوره بابل نو، توسط نبونعید بازسازی شد.
باقی مانده‌های در دهه‌های ۱۹۲۰ و ۱۹۳۰ توسط لئونارد وولی مورد کاوش‌های باستانشناسی قرار گرفتند. در دوران صدام حسین در سال ۱۹۸۰ آنها با بازسازی بخشی از نما و پلکان یادمانی محاصره شدند. زیگورات اور یکی از بهترین زیگورات‌ها محافظت شده شناخته شده در ایران و عراق است به جز نسبت به زیگورات چغازنبیل. همچنین یکی از سه بنای حفظ شده سومری نو، به همراه مقبره سلطنتی و کاخ اورنامو است.

## برای مطالعهٔ بیشتر
- Woolley, C. Leonard and Moorey, P. R. S. , Ur of the Chaldees: Revised and Updated Edition of Sir Leonard Woolley's Excavations at Ur, Cornell University Press (1982).